# 黑斑海鮋
黑斑海鮋，為輻鰭魚綱鮋形目鮋亞目鮋科的其中一種，為熱帶海水魚，分布於東大西洋幾內亞灣至非洲西南部海域，棲息深度91-400公尺，體長可達27公分，棲息在軟底質底層水域，生活習性不明。

## 扩展阅读
維基物種上的相關：黑斑海鮋